# Jakob Ben-Jesri

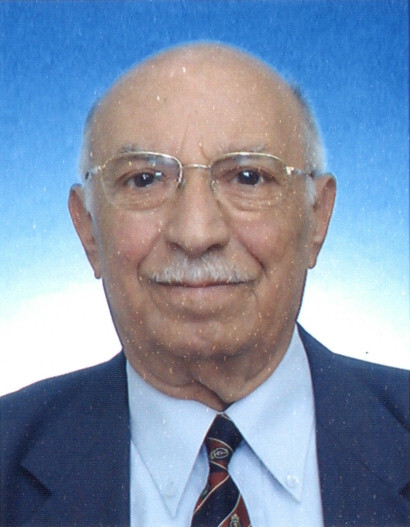
Jakob Ben-Jesri

Jakob Ben-Jesri (hebräisch יעקב בן-יזרי; * 1. Januar 1927 in Fès; † 17. Februar 2018 in Kfar Saba) war ein israelischer Politiker, der vom 4. Mai 2006 bis zum 31. März 2009 Gesundheitsminister war. Er war 2006 bis 2009 Knessetabgeordneter der Gil. Er wurde 2006 in die 17. Knesset gewählt und anschließend zum Gesundheitsminister im Kabinett von Ehud Olmert ernannt. Als bekennender Raucher verursachte er Kontroversen, als er bei einem Fernsehinterview eine Zigarette rauchte. Seit 1958 arbeitete er als Büroangestellter bei Klalit (hebräisch שֵׁרוּתִי בְּרִיאוּת כְּלָלִית, allgemeiner Gesundheitsdienst; kurz – קֻפַּת חֹלִים כְּלָלִית, lit. allgemeine Krankheitskasse) eine Tätigkeit, die er bis 1993 ausübte. Er arbeitete auch als Regionaldirektor der Gesellschaft von 1974 bis 1993. Des Weiteren war er der nationale Vorsitzende des Gesundheitsfonds der Arbeiterorganisation und Vorsitzender der Gesundheitskasse der Rentnerorganisation. Von 1955 bis 1963 war er Mitglied des Gemeinderates von Pardes Chana-Karkur, ein Lokalverband im Bezirk Haifa.